# Гаджет

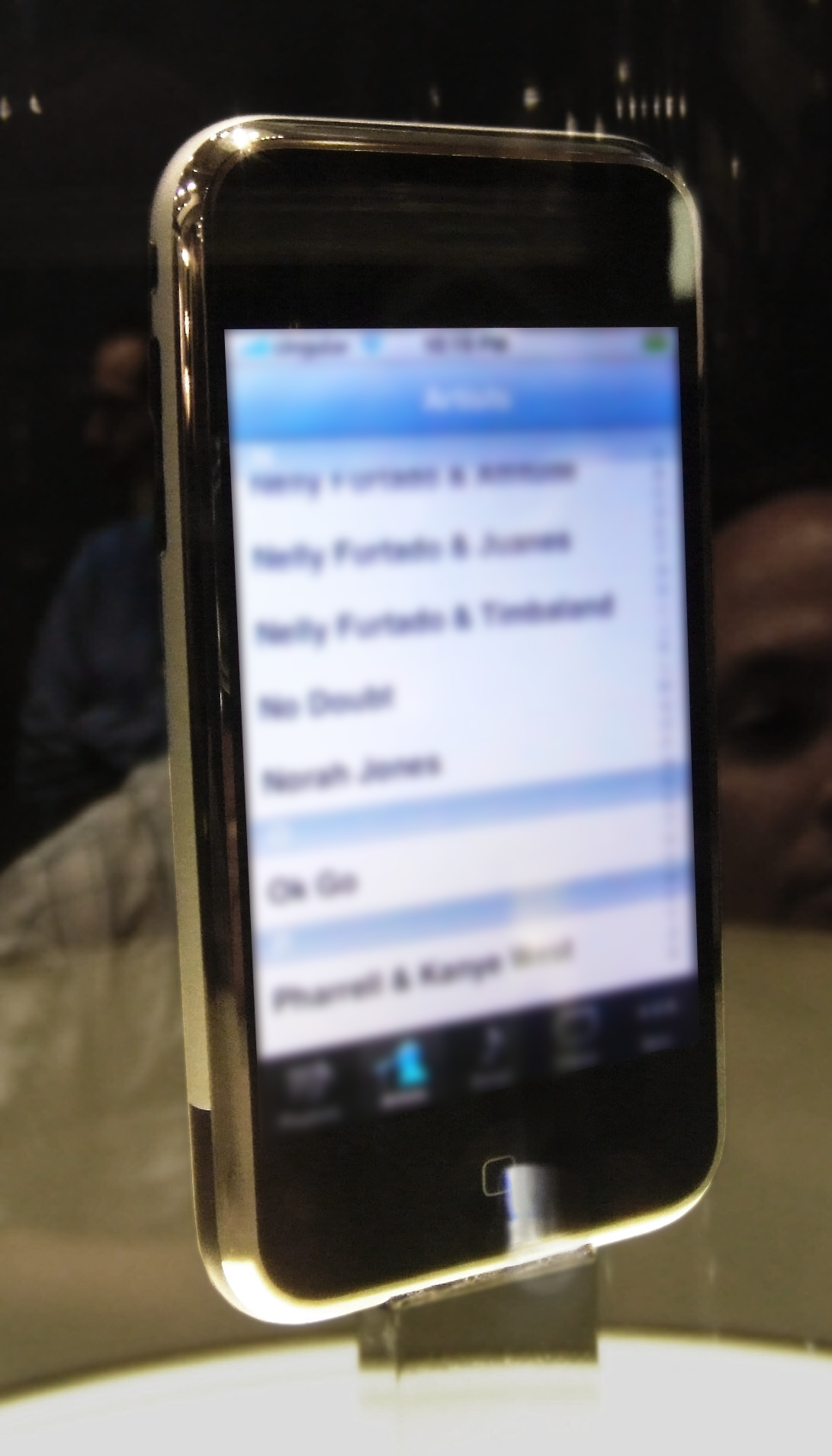
iPhone — це гаджет, який був випущений 29 червня 2007 року.

Га́джет, або ґаджет (англ. gadget — пристрій) — як правило, технічна новинка у вигляді електронного пристрою, або іншого засобу, що поєднує в собі високі технології і цілком реальне застосування.
Сьогодні гаджетом можна вважати будь-який цифровий прилад, досить невеликий, щоб одягти на руку, покласти до кишені або під'єднати до КПК або смартфона. Поява і функціональний потенціал гаджетів передбачені у творах кіберпанку.
Найвідоміші типи гаджетів: мобільний телефон, смартфон, портативна гральна приставка, мультимедійний програвач, GPS-навігатор, електронна книга.

## Історія
Етимологія слова спірна. Це слово вперше з'являється у XVIII столітті як посилання на інструмент у склоробстві - пружинний залізний стрижень, який використовують для обробки гарячого скла. Як зазначено в словнику скла, опублікованому Корнінгським Музеєм скла, гаджет — це металевий стрижень з пружинним затискачем, який захоплює ніжку посудини, що усуває потребу використання понтії. Вперше гаджети почали використовувати в кінці XVIII століття. Згідно з Оксфордським словником англійської мови, є неочевидні (не обов'язково правдиві) докази використання «гаджета» як назви-заповнювача для технічного елемента, точну назву якого не можна згадати з 1850-х років; найдавніша відома друкована згадка міститься в книзі Роберта Брауна 1886 року Spunyarn and Spindrift, журнал моряка про подорож і додому в китайській машинці для стрижки чаю.
Широко відома історія стверджує, що слово «гаджет» «винайдено», коли компанія Gaget, Gauthier & Cie, яка стоїть за будівництвом статуї Свободи (1886), створила невелику версію пам'ятника і назвала його на честь своєї фірми; однак це суперечить доказам того, що це слово вже використовувалося в морських колах, і тому факту, що воно стало популярним, принаймні в США, лише після Першої світової війни. Інші джерела цитують похід від французького gâchette, який був нанесений на різні частини ударного механізму, або французький gagée, невеликий інструмент або аксесуар.
У жовтневому номері «Примітки та запити» за жовтень 1918 року міститься багатостатейний запис про слово «гаджет». Теплі-Сопер із міської бібліотеки, Ексетер, пише:
|  | На зборах Девонширської асоціації в Плімуті виникла дискусія у 1916 році, коли було запропоновано записати це слово до списку місцевих дієслівних провінціалізмів. Декілька членів не погодилися з його включенням на тій підставі, що він широко використовується по всій країні; і морський офіцер, який був присутній, сказав, що протягом багатьох років це був популярний вираз у службі для інструменту чи знаряддя, точна назва якого невідома або забута. Я також часто чув, як це застосовували друзі-мотоциклетники до колекції аксесуарів, які можна побачити на мотоциклах. «Його кермо затоплено в гаджетах» стосується таких речей, як спідометри, дзеркала, важелі, значки, талісмани тощо, прикріплені до кермових ручок. «Джиггер» або короткий відпочинок, який використовується в більярді, також часто називають «гаджетом»; і ця назва була застосована місцевими плитоукладчиками до «міра», який використовується для перевірки точності їхньої роботи. Насправді, якщо запозичити з сучасного армійського сленгу, «гаджет» застосовується до «будь-якої старої речі». |

Використання терміна у військовій мові поширилося за межі флоту. У книзі «Над битвою» Вівіан Дрейк, опублікованій у 1918 році нью-йоркською та лондонською компанією D. Appleton & Co., яка є мемуарами льотчика Британського королівського льотного корпусу, є такий уривок: «Нашу нудьгу час від часу полегшували нові гаджети — „гаджет“ — це сленг летючого корпусу, що означає винахід! Деякі гаджети були хорошими, деякі комічні, а деякі — надзвичайними».
До другої половини двадцятого століття термін «гаджет» набув конотацій компактності та мобільності. У есе 1965 року «Велика штуковина» (термін, що використовується як «гаджет» у всьому есе), критик архітектури та дизайну Рейнер Банхам визначає цей предмет як:
|  | Характерний клас продуктів США — можливо, найхарактерніший — це невелика автономна одиниця з високою продуктивністю відносно її розміру та вартості, функція якої полягає в перетворенні деякої недиференційованої сукупності обставин до стану, наближеного до людських бажань. Для його встановлення та використання потрібен мінімум навичок, і він не залежить від будь-якої фізичної або соціальної інфраструктури, крім тієї, за допомогою якої його можна замовити з каталогу та доставити його потенційному користувачеві. Клас слуг для людських потреб, ці пристібні пристрої, ці портативні гаджети, забарвлювали американську думку та дії набагато глибше — я підозрюю, — ніж це заведено розуміти. |

## Атрибути
- Портативність. Вага типових гаджетів не перевищує 300 грамів, а розміри дозволяють їм вміщуватися в кишені одягу.
- Функціональність. Гаджет, окрім очікуваних функцій (наприклад, індикація часу для годинника) може містити досить незвичний набір додаткових функцій (в годинник може бути вбудований радіоприймач, мікрокомп'ютер, плеєр тощо)
- Обмежені можливості. Більшість гаджетів не мають можливості розширення функціональності внаслідок приєднання додаткових модулів. Також гаджети, найчастіше, комплектуються недостатньо місткими акумуляторами. Типовий час автономної роботи 8-12 годин при середньо-інтенсивному використанні додаткових функцій.

## У програмних засобах
У програмних засобах гаджет — невеликий застосунок, що надає додаткову інформацію, наприклад, прогноз погоди або курс валют. Типовими прикладами гаджетів в ПЗ є Google Gadgets [Архівовано 12 жовтня 2009 у Wayback Machine.] або мінідодатки для бічної панелі операційної системи Windows (зветься пристосунок в українській локалізації). Див. також віджет.

## Цікаві факти
- Перша атомна бомба, що була підірвана на полігоні Аламогордо, отримала від учених Мангеттенського проєкту кодове ім'я «Гаджет» англ. the gadget.